# Brachyphisis viettei
Brachyphisis viettei är en insektsart som beskrevs av Lucien Chopard 1957. Brachyphisis viettei ingår i släktet Brachyphisis och familjen vårtbitare. Inga underarter finns listade i Catalogue of Life.